# Austrelmis chilensis
Austrelmis chilensis là một loài bọ cánh cứng trong họ Elmidae. Loài này được Germain miêu tả khoa học năm 1854.